# Carina Gubin
Carina Gubin – polski klub piłkarski z siedzibą w Gubinie, założony w styczniu 1950 r. pod nazwą Spójnia. Obecna nazwa formalnie obowiązuje od 27 lipca 1975 r. i pochodzi od zakładu patronackiego – Lubuskiego Zakładu Przemysłu Skórzanego „Carina”. Przez wiele lat była klubem wielosekcyjnym. W sezonie 2025/2026 występuje w III lidze, gr. III.

## Historia klubu
Początki piłki nożnej w Gubinie sięgają, podobnie jak w innych miastach zachodniej Polski lat 1945-1946. Jednym z pierwszych klubów jaki powstał był utworzony wiosną 1946 r. Kolejowy Klub Sportowy Pionier Gubin, nazywany także Związkowcem. Zespół w 1949 r. rywalizował w VII grupie poznańskiej B klasy. Grupę inicjatywną stanowili pracownicy PKP. Wśród założycieli byli: Julian Banaszak, Jerzy Gapiński, Otto Harkward, Edward Kotus, Czesław Słowiński, Jerzy Stefanowicz i Florian Tata. Piłka nożna, jako najpopularniejsza z dyscyplin funkcjonowała ponadto w strukturach: milicyjnej Gwardii, Ludowych Zespołów Sportowych Gubin, Szkolnego Koła Sportowego Orlęta.
Spójnia/Sparta
W styczniu 1950 r. utworzono Spójnię, którą w grudniu 1954 r. przemianowano na Spartę. Nowa formacja była wynikiem połączenia ogólnopolskich zrzeszeń sportowych – Spójni i Ogniwa, które dokonało się 19 grudnia 1954 r. na zjeździe w Warszawie. Prezesami klubu byli: Tadeusz Szulc (1950-1953) i Antoni Nosalewicz (1953-1956). Klub działał pod auspicjami Związków Zawodowych przy Państwowych Zakładach Zbożowych, a później Spółdzielni Remontowo – Budowlanej „Nowa Era”. Szeregi Spójni zasili działacze i zawodnicy LZS Gubin i Gwardii. Pierwsze spotkania piłkarskie zespół i rezerwy Spójni rozegrały w Gubinie w połowie kwietnia 1950 r. Spójnia przegrała wówczas z Budowlanymi Lubsko 0:4, a druga drużyna pokonała SPP Lubsko 4:2. Dwa miesiące później, w dniu 11 czerwca 1950 r. ZKS Spójnia zmierzyła się po raz pierwszy w wyjazdowym meczu derbowym z Gwardią Krosno Odrzańskie. Zespół gubiński zagrał w składzie: Juchacz, Śmigielski, Iczkowski, Piotkowski, Ślusarczyk, Romecki, Wesołowski, Kruk, Arciszewski, Ratajczak i bramkarz Motczuk. Mecz zakończył się rezultatem 1:1 (1:0), a bramki strzelili: Kajrys w 40 min. i Kruk w 46 min. Co ciekawe sędziował to spotkanie Krygiełko z Gubina. Według relacji dziennikarza "Gazety Lubuskiej": "Gwardia mimo niezłej gry ustępowała przeciwnikowi pod wzgl. kondycji i szybkości szczególnie w drugiej połowie (...)".
Polonia
Działacze i zawodnicy Sparty dokonali w lutym 1957 r. przeorganizowania w wyniku którego powstał Klub Sportowy Polonia. Do zmian w klubie działacze Sparty przymierzali się już od początku 1957 r. Podczas posiedzenia Zarządu Zielonogórskiego Okręgowego Związku Piłki Nożnej w dniu 18 stycznia informowali piłkarskie władze: „Z kolei postanowiono załatwić przybyłą na posiedzenie delegacje Gubina w osobach Sudziarski Jerzy i Latrus Stanisław, którzy jako pracownicy Gubińskich Zakładów Obuwia i Odzieży omówili sprawy pracy kierownictwa KS. Sparta Gubin, które przez swą mało aktywną pracę spowodowali oddanie przez KS. Sparta Gubin dwóch walkowerów w zawodach o mistrzostwo klasy „A” – w konsekwencji czego zgodnie z regulaminem rozgrywek musieli spaść do klasy „B” – przedstawiając w najbliższym czasie aktywizacje Gubina i jego rozrost wnoszą o spowodowanie pozostawienia Sparty Gubin nadal w klasie „A” – gwarantując należytą pracę rady tegoż koła, które prawdopodobnie zmienia nazwę na Włókniarz oraz należyty poziom piłkarski na tym terenie, z uwagi na przeniesienia służbowe kilku dobrych zawodników z KS. Włókniarz Otmęt, III-ligowej drużyny”. Do nowego stowarzyszenia – Polonii, dołączył rok później Wojskowy Klub Sportowy Ogniwo. Klub już na początku miał problemy organizacyjne i finansowe związane ze złym zarządzaniem wcześniejszych organizacji. W wyniku błędów związanych z rejestracją piłkarzy, a także walkowerami, poprzedniczka – Spójnia – Sparta została karnie zdegradowana z A klasy do B klasy. Po uregulowaniu należności i na prośbę zarządu klubu, władze Zielonogórskiego Okręgowego Związku Piłki Nożnej uchyliły decyzję o relegowaniu do B klasy. Warto nadmienić, że oficjalna data rejestracji „Polonii” to 23 lutego 1960 r., a rozwiązania – 22 grudnia 1962 r.. Z pewnością wpływ na zmianę władz oraz nazwę miały fatalne wyniki kontroli audytorów z Ministerstwa Obrony Narodowej. W raporcie sporządzonym w 1961 r. wykazano straty w wysokości 180 tys. zł. Klub działał przy nowo powstałych Zakładach Obuwia i Odzieży.
Gubinianka
W lipcu 1962 r. Polonię przemianowano na Wojskowy Klub Sportowy Gubinianka. Potwierdza to wzmianka prasowa z 20 sierpnia 1962 r. w „Gazecie Zielonogórskiej”: „Czarni” II Żagań – „Gubinianka” (dawna „Polonia”) 0:0. Po raz kolejny przyczyną była niegospodarność, a także kary nakładane przez Zielonogórski Okręgowy Związek Piłki Nożnej. Na jednym z posiedzeń, odbytym 26 kwietnia 1962 r. ukarano Polonię m.in.: „(...) za nieprzybycie drużyny juniorów na zawody, brak aktualnych badań lekarskich i za brak porządku na zawodach”. W nowo powstałym WKS-ie funkcjonowała tylko sekcja piłki nożnej, a większość środków zapewniał Śląski Okręg Wojskowy. Ostatnie mecze piłkarskie zespół pod nazwą Gubinianka rozegrał 22 lipca 1966 r. w ramach Pucharu Tysiąclecia Państwa Polskiego (Pucharu Polski). Przegrał w drugiej rundzie z Wiarusem Krosno Odrzańskie 2:3 (0:0). Także w zmaganiach ligowych ostatnim rywalem był Wiarus. W spotkaniu rozegranym 21 sierpnia 1966 r. w Krośnie Odrzańskim gospodarze wygrali 3:1 (bramka – Gerlich).
Granica
W dniu 25 sierpnia 1966 r. decyzją Zarządu Okręgowego PZPN nastąpiło połączenie powstałego 7 września 1961 r. klubu sportowego Nysa z Gubinianką. W wyniku fuzji powstał Klub Sportowy Granica. Formalne zatwierdzenie przez organa administracyjne nastąpiło 22 września 1966 r.. Po raz pierwszy drużyna pod nazwą Granica rozegrała mecz w drugiej kolejce sezonu 1966/1967. W dniu 28 sierpnia 1966 r. Granica Gubin zremisowała z Polonią Nowa Sól 2:2 (2:0). Nowy klub miał wsparcie większości zakładów z terenu Gubina. Po niemal dekadzie głównym donatorem klubu zostały gubińskie Zakłady Obuwia. Swój ostatni mecz piłkarski pod nazwą Granica drużyna rozegrała 24 listopada 1974 r. Uległa wówczas Dozametowi II Nowa Sól 1:2. Dwa miesiące później została przemianowana na ZKS Carina.
Carina
W drugiej połowie stycznia 1975 r. odbyło się walne zebranie sprawozdawczo – wyborcze Klubu Sportowego Granica w którym udział wzięli m.in.: I sekretarz Komitetu Miejskiego PZPR i naczelnik miasta Bogumił Spytkowski. W trakcie zebrania podjęto uchwałę o zmianie nazwy na Zakładowy Klub Sportowy Carina oraz decyzję o objęciu patronatem przez Lubuskie Zakłady Przemysłu Skórzanego Carina. Administracyjne przemianowanie klubu doszło do skutku 27 lipca 1975 r. Decyzja o zmianach spowodowana była trudnościami finansowymi KS Granica, którego władze zwróciły się wcześniej o pomoc do LZPS. Kierownictwo przedsiębiorstwa wyraziło zgodę na wsparcie, ale według przekazów dyrektor miał stwierdzić: „Owszem, będziemy subsydiować, ale klub zakładowy”. Pierwszym prezesem klubu wybrano Adama Bączkowskiego. Nazwa Carina w kontekście spotkań piłkarskich pojawia się po raz pierwszy w notatkach prasowych z 11 lutego 1975 r.: „Kontrolne mecze z Żeniszem Żenichów rozegrali również piłkarze Cariny Gubin (dotychczas Granica) zwyciężając 4:0 i przegrywając w rewanżu 3:4”. W pierwszym meczu o stawkę piłkarze Cariny zmierzyli się 9 marca 1975 r. z lokalnym rywalem, Tęczą II Krosno Odrzańskie. Był to pojedynek w ramach Pucharu Polski. Carina przegrała 0:1. W grudniu 1978 r. w oficjalnych dokumentach pojawia się nazwa Międzyzakładowy Klub Sportowy [MZKS] Carina, a w marcu 1983 r. Międzyzakładowy Ludowy Klub Sportowy [MLKS] Carina.

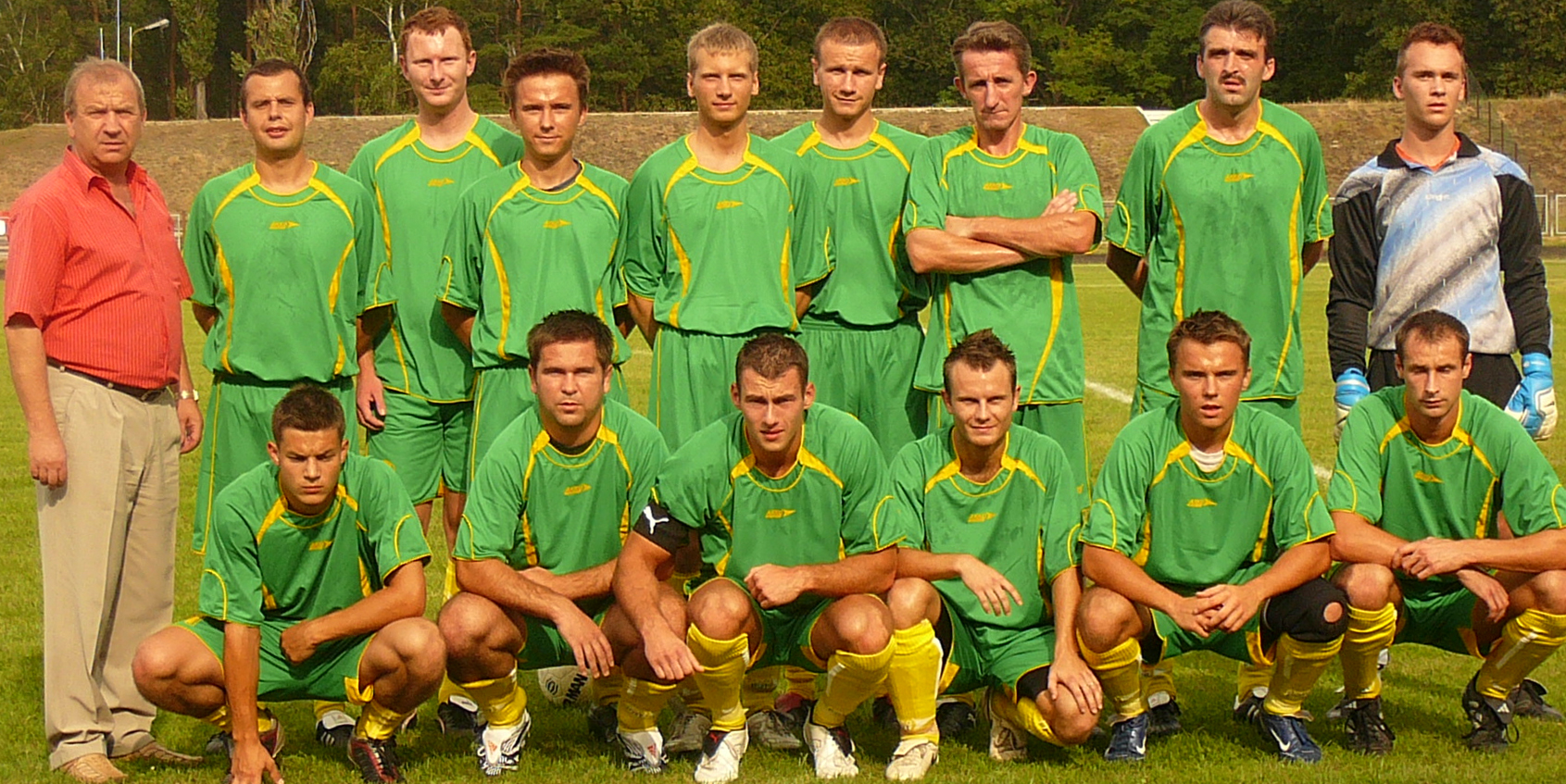
Kadra Cariny Gubin w sezonie 2007/2008

Od roku 1995 do 2016 gubiński klub kilkukrotnie zmieniał nazwę. W dniu 24 maja 1995 r. Urząd Wojewódzki w Zielonej Górze zatwierdził nowy statut stowarzyszenia kultury fizycznej oraz zmianę nazwy. Zostały one wpisane do sekcji rejestracji Sądu Wojewódzkiego w dniu 11 lipca 1995 r. Odtąd nazwa brzmiała Cywilno – Wojskowy Klub Sportowy [CWKS] Carina – Kresowiak. Dodanie „Kresowiaka” było ukłonem wobec aktywnie działających w strukturze klubu wojskowych, członków stowarzyszenia o tej samej nazwie, oficerów 5 Dywizji Wojska Polskiego. Niemal dokładnie trzy lata później dodano przymiotnik „Ludowy”. Decyzję podjęto na Walnym Zebraniu Sprawozdawczo – Wyborczym w dniu 17 czerwca 1998 r. Formalnie została zatwierdzona postanowieniem Sądu Wojewódzkiego w Zielonej Górze z dnia 27 sierpnia 1998 r. Tym razem pełna nazwa brzmiała Cywilno – Wojskowy Ludowy Klub Sportowy [CWLKS] Carina – Kresowiak. Jak uzasadniano w protokole z posiedzenia władz klubu: „Przewodniczący zebrania zapoznał uczestników zebrania czego ma dotyczyć aktualizacja nazwy poprzez dodania wyrazu „Ludowy”. Z uwagi na bardzo dobrze układającą się współpracę z Wojewódzkim Zrzeszeniem Ludowych Zespołów Sportowych  w Zielonej Górze, Radą Główną Ludowych Zespołów Sportowych /duża pomoc dla sekcji piłki siatkowej i lekkiej atletyki/ oraz faktem, że w poszczególnych sekcjach uczestniczy dużo młodzieży ze środowiska wiejskiego (…)”. Pół roku później kolejne Walne Zebranie dokonało następnej zmiany. Podczas obrad w dniu 19 stycznia 1999 r. przedłożono cztery propozycje nowej nazwy. Postanowiono zrezygnować z członu Carina – Kresowiak. Niemal wszystkie odwoływały się do sportowej tradycji Gubina i przywrócenia historycznych nazw. CWLKS miał pozostać. Delegaci zgłosili następujące propozycje: Nysa, Granica, Carina oraz Cywilno – Wojskowy Klub Sportowy Gubin [CWLKS]. W trakcie głosowania najwięcej głosów – 47, otrzymała ostatnia propozycja. Jej pomysłodawcą był Józef Wieczorek. Wszystkie pozostałe zebrały ogółem zaledwie 7 głosów. Postanowieniem Sądu Okręgowego w Zielonej Górze z dnia 19 kwietnia 1999 r. dokonano zmiany we wpisie do rejestru stowarzyszeń kultury fizycznej i związków sportowych. Jednak i pod tą nazwą stowarzyszenie nie funkcjonowało długo. Podczas kolejnego Walnego Zebrania Sprawozdawczo – Wyborczego w dniu 24 maja 2002 r. postanowiono przywrócić tradycję Cariny. Zapewne część działaczy doszła do przekonania, że piłkarska drużyna z Gubina jest nierozerwalnie związana z tą właśnie nazwą. Delegaci przegłosowali także swoiste „vacatio legis” i podjęli uchwałę, że wejdzie ona w życie 1 września 2002 r. W ten sposób powstał Miejski Ludowy Klub Sportowy [MLKS] Carina. Ostatecznie uprawomocniło się postanowieniem Sądu Rejonowego w Zielonej Górze z dnia 14 stycznia 2003 r. Usunięcie przymiotnika „Wojskowy” wynikało z faktu zmniejszającego się wpływu wojska: likwidacji garnizonu i znacznego odpływu z miasta żołnierzy wraz z rodzinami. W końcu w roku 2016 klub przekształcił się z wielosekcyjnego w stricte piłkarski. Po raz kolejny znalazło to swoje odzwierciedlenie w jego nazwie. Postanowieniem Sądu Rejonowego z dnia 12 maja 2016 r. w miejsce MLKS „Carina” dokonano wpisu – Miejski Klub Piłkarski [MKP] Carina. Jego pierwszym prezesem został Roman Fiedorowicz, a od 19 stycznia 2018 r. sternikiem stowarzyszenia jest lokalny, gubiński przedsiębiorca Andrzej Iwanicki. W roku 2018, po siedmiu latach przerwy, Carina Gubin awansowała do IV ligi lubuskiej, a w 2021 do III ligi (grupa III). W sezonie 2022/2023 klub po raz trzeci w historii zdobył Puchar Polski na szczeblu okręgu, pokonując w Lubsku Czarnych Żagań 5:0. Bardzo dobra postawa w centralnych rozgrywkach i wyeliminowanie dwóch drugoligowców: Raduni Stężyca i Stali Stalowa Wola, przyniosły klubowi znad Nysy znaczny rozgłos. Ostatecznie Carina w 1/8 przegrała z Piastem Gliwice 2:5 i odpadła z rozgrywek.  

### Historyczne nazwy
Źródło:
- 1950 /styczeń/ – [ZS] Zrzeszenie Sportowe Spójnia Gubin
- 1954 /grudzień/ – [KS] Koło Sportowe Sparta Gubin
- 1957 /luty/ – [KS] Klub Sportowy Polonia Gubin (wchłonięcie w 1958 r. WKS Ogniwo)
- 1962 /lipiec/ – [WKS] Wojskowy Klub Sportowy Gubinianka Gubin
- 1966 /sierpień/ – [KS] Klub Sportowy Granica Gubin (połączenie Nysy i Gubinianki)
- 1975 /styczeń/ – [ZKS] Zakładowy Klub Sportowy Carina Gubin
- 1978 /grudzień/ – [MZKS] Międzyzakładowy Klub Sportowy Carina Gubin
- 1983 /marzec/ – [MLKS] Międzyzakładowy Ludowy Klub Sportowy Carina Gubin
- 1995 /maj/ – [CWKS] Cywilno–Wojskowy Klub Sportowy Carina – Kresowiak Gubin
- 1998 /czerwiec/ – [CWLKS] Cywilno–Wojskowy Ludowy Klub Sportowy Carina – Kresowiak Gubin
- 1999 /styczeń/ – [CWLKS] Cywilno–Wojskowy Ludowy Klub Sportowy Gubin
- 2002 /maj/ – [MLKS] Miejski Ludowy Klub Sportowy Carina Gubin
- 2016 /maj/ – [MKP] Miejski Klub Piłkarski Carina Gubin

## Sukcesy
- 2. miejsce w I klasie mistrzowskiej (III poziom): 1952
- Puchar Polski:
  - II runda (1/32 finału): 1964/1965
  - IV runda (1/8 finału): 2023/2024
- Puchar Polski OZPN Zielona Góra:
  - zwycięzca: 1963/1964[36] i 1986/1987[37]
- Puchar Polski LZPN:
  - zwycięzca: 2022/2023[38]
  - finalista: 2020/2021[39]

## Stadion

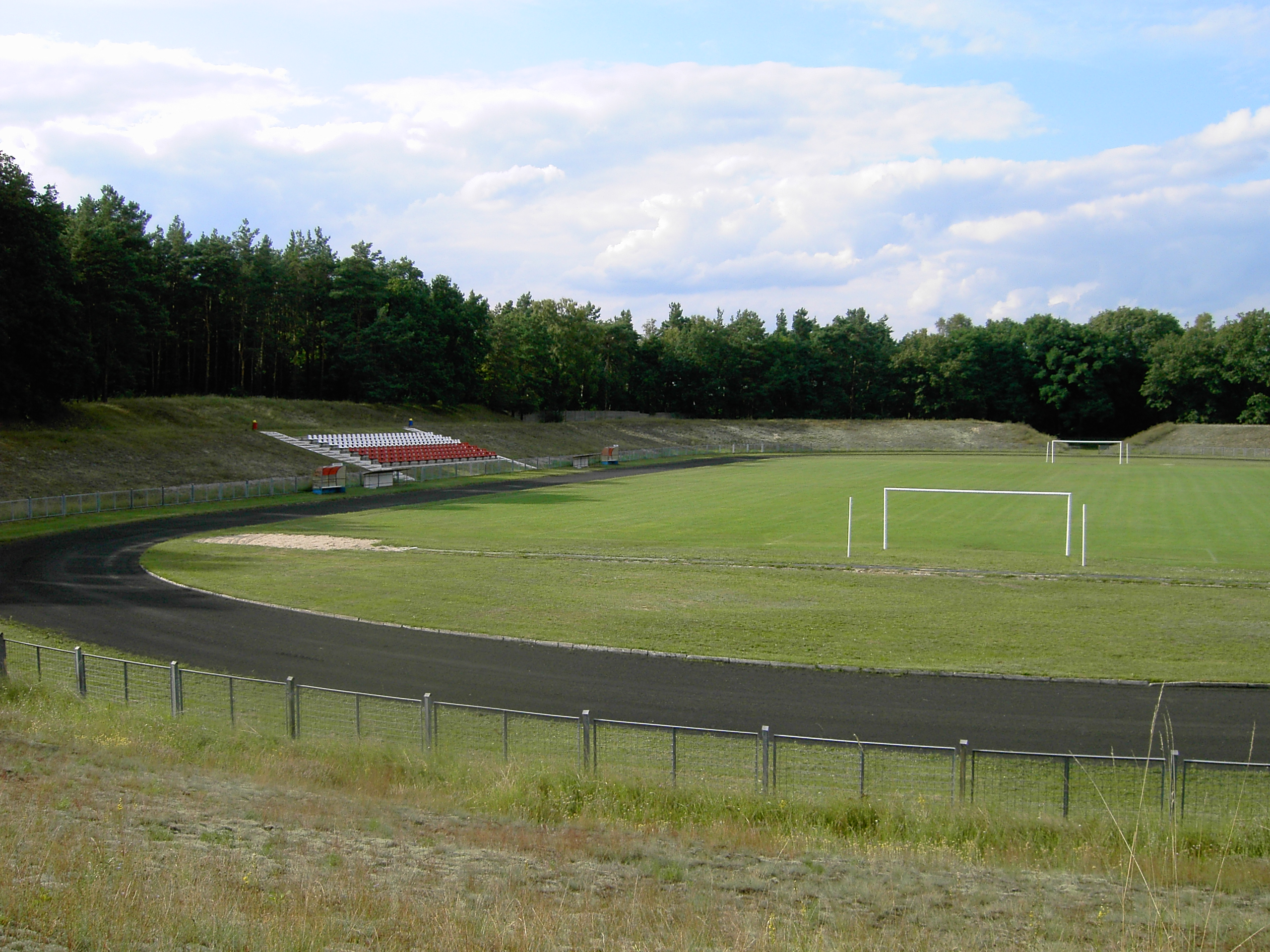
Stadion Miejski w Gubinie w 2007 roku

Carina Gubin domowe mecze rozgrywa na stadionie Miejskiego Ośrodka Sportu w Gubinie przy ul. Sikorskiego 89. Stadion w Gubinie został oficjalnie i uroczyście oddany do użytku 1 czerwca 1935 r. Był to obiekt zapasowy przygotowywany na Igrzyska Olimpijskie w Berlinie w 1936 roku.
Nawierzchnia została zmodernizowana w roku 2016. W 2018 roku przedstawiono plany przebudowy obiektu.  W 2021 roku zainstalowano dodatkowe krzesełka. W 2022 roku gmina Gubin otrzymała dofinansowanie na przebudowę stadionu, która ruszy na przełomie 2022 i 2023 roku, a na którą składać się będzie m.in. położenie nowej murawy, tartanowej bieżni lekkoatletycznej, jupiterów o mocy 500 lux, a ponadto budowa nowej trybuny z 974 krzesełkami wraz z zadaszeniem i trybuny dla kibiców gości z 64. miejscami siedzącymi. Dane techniczne stadionu:
- pojemność: 2000 (454 siedzących)
- oświetlenie: brak (oświetlenie – dwie płyty treningowe)
- wymiary boiska: 101 m x 66 m
- inauguracyjny mecz: Guben – Forst

## Piłkarze związani z Gubinem
- Michał Janota (wychowanek)
- Robert Rogan (wychowanek)
- Zbigniew Stelmasiak (wychowanek)
- Tadeusz Babij (1971–1972)
- Krzysztof Jutrzenka (2009–2010)
- Wojciech Kaczmarek (2017–2019)
- Jakub Ryś (2022–2023)

## Sezon po sezonie
| Sezon     | Liga                         | Pozycja | Mecze | Punkty | Bramki | Bilans | Uwagi  | Nazwa                         |
| --------- | ---------------------------- | ------- | ----- | ------ | ------ | ------ | ------ | ----------------------------- |
| 1950      | Klasa B (powiatowa)          | b.d.    |       |        |        |        | Awans  | Spójnia Gubin                 |
| 1951      | Klasa A                      | 3       |       |        |        |        |        | Spójnia Gubin                 |
| 1952      | Klasa A                      | 2       | 11    | 17     | 55:34  | +21    |        | Spójnia Gubin                 |
| 1953      | Klasa A                      | 12      | 22    | 7      | 24:74  | -50    | Spadek | Spójnia Gubin                 |
| 1954      | Klasa B                      | 2       | 24    | 36     | 90:47  | +43    | Awans  | Spójnia Gubin                 |
| 1955      | Klasa A                      | 4       | 18    | 22     | 41:39  | +2     |        | Sparta Gubin                  |
| 1956      | Klasa A                      | 5       | 18    | 17     | 55:51  | +4     |        | Sparta Gubin                  |
| 1957      | Klasa A                      | 3       | 18    | 18     | 47:32  | +15    |        | Polonia Gubin                 |
| 1958      | Klasa A                      | 2       | 14    | 22     | 59:22  | +37    |        | Polonia Gubin                 |
| 1959      | Klasa A                      | 2       | 24    | 37     | 97:38  | +59    | Awans  | Polonia Gubin                 |
| 1960      | Liga okręgowa – Zielona Góra | 7       | 22    | 19     | 41:42  | -1     |        | Polonia Gubin                 |
| 1960/1961 | Liga okręgowa – Zielona Góra | 9       | 23    | 20     | 31:41  | -10    |        | Polonia Gubin                 |
| 1961/1962 | Liga okręgowa – Zielona Góra | 12      | 24    | 15     | 44:62  | -18    | Spadek | Polonia Gubin                 |
| 1962/1963 | Klasa A                      | 1       | 22    | 41     | 96:11  | +85    | Awans  | Gubinianka Gubin              |
| 1963/1964 | Liga okręgowa – Zielona Góra | 4       | 22    | 22     | 33:28  | +5     |        | Gubinianka Gubin              |
| 1964/1965 | Liga okręgowa – Zielona Góra | 5       | 22    | 25     | 35:21  | +14    |        | Gubinianka Gubin              |
| 1965/1966 | Liga okręgowa – Zielona Góra | 11      | 22    | 16     | 20:42  | -22    | Baraże | Gubinianka Gubin              |
| 1966/1967 | Liga okręgowa – Zielona Góra | 10      | 22    | 18     | 29:46  | -17    |        | Granica Gubin                 |
| 1967/1968 | Liga okręgowa – Zielona Góra | 8       | 22    | 21     | 39:39  | 0      |        | Granica Gubin                 |
| 1968/1969 | Liga okręgowa – Zielona Góra | 4       | 24    | 26     | 34:25  | +9     |        | Granica Gubin                 |
| 1969/1970 | Liga okręgowa – Zielona Góra | 4       | 26    | 32     | 39:24  | +15    |        | Granica Gubin                 |
| 1970/1971 | Liga okręgowa – Zielona Góra | 6       | 26    | 26     | 34:31  | +3     |        | Granica Gubin                 |
| 1971/1972 | Liga okręgowa – Zielona Góra | 6       | 26    | 27     | 33:26  | +7     |        | Granica Gubin                 |
| 1972/1973 | Liga okręgowa – Zielona Góra | 11      | 28    | 23     | 37:48  | -11    |        | Granica Gubin                 |
| 1973/1974 | Liga okręgowa – Zielona Góra | 7       | 26    | 28     | 41:31  | +10    |        | Granica Gubin                 |
| 1974/1975 | Klasa A (Zielona Góra)       | 4       | 30    | 37     | 55:26  | +29    |        | ZKS Carina Gubin              |
| 1975/1976 | Klasa A (Zielona Góra)       | 2       | 22    | 34     | 49:14  | +35    |        | ZKS Carina Gubin              |
| 1976/1977 | Klasa A (Zielona Góra)       | 12      | 25    | 18     | 31:44  | -13    |        | ZKS Carina Gubin              |
| 1977/1978 | Klasa A (Zielona Góra)       | 12      | 28    | 23     | 26:52  | -26    |        | MKS Carina Gubin              |
| 1978/1979 | Klasa A (Zielona Góra)       | 12      | 26    | 20     | 32:48  | -16    |        | MKS Carina Gubin              |
| 1979/1980 | Klasa A (Zielona Góra)       | 14      | 26    | 8      | 22:62  | -40    |        | MKS Carina Gubin              |
| 1980/1981 | Klasa A (Zielona Góra)       | 8       | 24    | 28     | 33:34  | -1     |        | MKS Carina Gubin              |
| 1981/1982 | Klasa A (Zielona Góra)       | 1       | 18    | 26     | 53:21  | +32    | Awans  | MKS Carina Gubin              |
| 1982/1983 | Liga okręgowa – Zielona Góra | 11      | 22    | 13     | 31:51  | -20    |        | MLKS Carina Gubin             |
| 1983/1984 | Liga okręgowa – Zielona Góra | 7       | 26    | 25     | 32:38  | -6     |        | MLKS Carina Gubin             |
| 1984/1985 | Liga okręgowa – Zielona Góra | 4       | 26    | 32     | 38:25  | +13    |        | MLKS Carina Gubin             |
| 1985/1986 | Liga okręgowa – Zielona Góra | 3       | 26    | 30     | 53:36  | +17    |        | MLKS Carina Gubin             |
| 1986/1987 | Liga okręgowa – Zielona Góra | 8       | 26    | 24     | 34:40  | -6     |        | MLKS Carina Gubin             |
| 1987/1988 | Liga okręgowa – Zielona Góra | 7       | 26    | 26     | 29:29  | 0      |        | MLKS Carina Gubin             |
| 1988/1989 | Liga okręgowa – Zielona Góra | 8       | 26    | 24     | 28:26  | +2     |        | MLKS Carina Gubin             |
| 1989/1990 | Liga okręgowa – Zielona Góra | 4       | 26    | 31     | 48:26  | +22    |        | MLKS Carina Gubin             |
| 1990/1991 | Liga okręgowa – Zielona Góra | 5       | 26    | 29     | 39:34  | +5     |        | MLKS Carina Gubin             |
| 1991/1992 | Liga okręgowa – Zielona Góra | 1       | 30    | 42     | 70:30  | +40    | Awans  | MLKS Carina Gubin             |
| 1992/1993 | IV Liga                      | 8       | 30    | 27     | 37:43  | -6     |        | MLKS Carina Gubin             |
| 1993/1994 | IV Liga                      | 12      | 30    | 28     | 47:49  | -2     |        | MLKS Carina Gubin             |
| 1994/1995 | IV Liga                      | 12      | 30    | 29     | 44:44  | 0      | Spadek | CWKS Carina Kresowiak Gubin   |
| 1995/1996 | Liga okręgowa – Zielona Góra | 1       | 34    | 77     | 87:33  | +54    | Awans  | CWKS Carina Kresowiak Gubin   |
| 1996/1997 | IV Liga                      | 8       | 34    | 44     | 67:58  | +9     |        | CWKS Carina Kresowiak Gubin   |
| 1997/1998 | IV Liga                      | 3       | 32    | 55     | 66:46  | +20    |        | CWKS Carina Kresowiak Gubin   |
| 1998/1999 | IV Liga grupa lubuska        | 7       | 34    | 49     | 54:50  | +4     |        | CWLKS Gubin                   |
| 1999/2000 | IV Liga grupa lubuska        | 8       | 38    | 60     | 57:49  | +8     |        | CWLKS Gubin                   |
| 2000/2001 | IV Liga grupa lubuska        | 15      | 38    | 45     | 40:55  | -15    |        | CWLKS Gubin                   |
| 2001/2002 | IV Liga grupa lubuska        | 17      | 34    | 26     | 30:78  | -48    | Spadek | CWLKS Gubin                   |
| 2002/2003 | Liga okręgowa – Zielona Góra | 14      | 30    | 25     | 29:83  | -54    |        | MLKS Carina Gubin             |
| 2003/2004 | Liga okręgowa – Zielona Góra | 4       | 30    | 48     | 51:48  | +3     |        | MLKS Carina Gubin             |
| 2004/2005 | Liga okręgowa – Zielona Góra | 3       | 30    | 54     | 59:43  | +16    |        | MLKS Carina Gubin             |
| 2005/2006 | Liga okręgowa – Zielona Góra | 2       | 30    | 66     | 72:30  | +42    | Awans  | MLKS Carina Gubin             |
| 2006/2007 | IV Liga grupa lubuska        | 16      | 30    | 17     | 23:66  | -43    | Spadek | MLKS Carina Intermarché Gubin |
| 2007/2008 | Liga okręgowa – Zielona Góra | 14      | 34    | 37     | 63:74  | -11    |        | MLKS Carina Gubin             |
| 2008/2009 | Liga okręgowa – Zielona Góra | 3       | 30    | 54     | 64:48  | +16    |        | MLKS Carina Gubin             |
| 2009/2010 | Liga okręgowa – Zielona Góra | 2       | 30    | 69     | 89:43  | +46    | Awans  | MLKS Carina Gubin             |
| 2010/2011 | IV Liga grupa lubuska        | 16      | 30    | 11     | 24:75  | -51    | Spadek | MLKS Carina Gubin             |
| 2011/2012 | Liga okręgowa – Zielona Góra | 7       | 30    | 43     | 49:59  | -10    |        | MLKS Carina Gubin             |
| 2012/2013 | Liga okręgowa – Zielona Góra | 5       | 30    | 54     | 74:26  | +48    |        | MLKS Carina Gubin             |
| 2013/2014 | Liga okręgowa – Zielona Góra | 7       | 30    | 49     | 71:55  | +16    |        | MLKS Carina Gubin             |
| 2014/2015 | Liga okręgowa – Zielona Góra | 3       | 30    | 62     | 67:34  | +33    |        | MLKS Carina Gubin             |
| 2015/2016 | Liga okręgowa – Zielona Góra | 6       | 30    | 47     | 53:39  | +14    |        | MLKS Carina Gubin             |
| 2016/2017 | Liga okręgowa – Zielona Góra | 3       | 30    | 59     | 82:33  | +49    |        | MKP Carina Gubin              |
| 2017/2018 | Liga okręgowa – Zielona Góra | 1       | 30    | 74     | 99:23  | +76    | Awans  | MKP Carina Gubin              |
| 2018/2019 | IV Liga grupa lubuska        | 3       | 30    | 58     | 47:25  | +22    |        | MKP Carina Gubin              |
| 2019/2020 | IV Liga grupa lubuska        | 3       | 15    | 34     | 42:15  | +27    |        | MKP Carina Gubin              |
| 2020/2021 | IV Liga grupa lubuska        | 1       | 36    | 80     | 98:33  | +65    | Awans  | MKP Carina Gubin              |
| 2021/2022 | III liga – grupa III         | 14      | 34    | 39     | 40:49  | -9     |        | MKP Carina Gubin              |
| 2022/2023 | III liga – grupa III         | 5       | 34    | 54     | 47:45  | +2     |        | MKP Carina Gubin              |
| 2023/2024 | III liga – grupa III         | 11      | 34    | 42     | 48:55  | -7     |        | MKP Carina Gubin              |
| 2024/2025 | III liga – grupa III         | 4       | 34    | 63     | 62:36  | +26    |        | MKP Carina Gubin              |
| 2025/2026 | III liga – grupa III         |         |       |        |        |        |        |                               |

| Oznaczenie kolorami |
| ------------------- |
| III poziom ligowy   |

### Puchar Polski
- 1963/1964 (OZPN)
  - Gubinianka w półfinale okręgowego Pucharu Polski pokonała Słubiczankę 7:1, a w finale, rozegranym 23 września 1964 r. na stadionie w Gubinie pokonała późniejszego finalistę Pucharu Polski Czarnych Żagań 3:0 (2:0). Bramki strzelili: Żelazo z rzutu karnego, Stobrawa i Wasilewski, a w między słupkami bardzo dobrze spisał się Bober. Obaj finaliści okręgu awansowali do rozgrywek na szczeblu centralnym. Czarni Żagań dotarli do finału Pucharu Polski w którym ulegli Górnikowi Zabrze 0:4.
- 1964/1965
  - W pierwszej rundzie Pucharu Polski, Gubinianka Gubin wygrała z liderem dolnośląskiej ligi okręgowej BKS Bolesławiec 1:0 (0:0). Jedyną bramkę dla Gubinianki zdobył Stobrawa. W drugiej rundzie zespół z Gubina uległ drugoligowemu Górnikowi Wałbrzych 1:2 (1:1). Gubinianka objęła prowadzenie po bramce Dziedzica.
- 1986/1987 (OZPN)
  - W dniu 17 czerwca 1987 r. na stadionie w Żarach rozegrano finał okręgowego Pucharu Polski pomiędzy Cariną Gubin i Budowlanymi Gozdnica. Carina pokonała Budowlanych 1:0 (0:0). Bramkę dla zespołu z Gubina zdobył Jarosław Brzeziński.
- 1987/1988
  - W pierwszej rundzie Carina Gubin przegrała po dogrywce z Pogonią Oleśnica 1:2. Carina objęła prowadzenie po bramce Mazurkiewicza, ale przed upływem regulaminowego czasu goście zdołali wyrównać. W dogrywce Pogoń strzeliła bramkę na wagę awansu.
- 2020/2021 (LZPN)
  - W finale okręgowego Pucharu Polski, rozegranego 3 czerwca 2021 r. w Międzyrzeczu, Carina Gubin uległa po dogrywce Lechii Zielona Góra 1:2 (1:1, d. 1:2). Bramkę na 1:1 dla Cariny zdobył Fabian Tomaszewski[39].
- 2022/2023 (LZPN)
  - W finale okręgowego Pucharu Polski, rozegranego 8 czerwca 2023 r. w Lubsku, Carina Gubin pokonała zespół Czarnych Żagań 5:0 (1:0). Bramki strzelili: Przemysław Haraszkiewicz, Kacper Laskowski, Jakub Ryś, Dominik Więcek, Denis Matuszewski[38].

- 2023/2024
  - W pierwszej rundzie Carina Gubin pokonała drugoligową Radunię Stężyca 4:1 (2:0)[65]. Bramki zdobyli: Denis Matuszewski, Hubert Zwoźny (samobójcza), Przemysław Haraszkiewicz, Hubert Konstanty[65]. W 1/16 finału los skojarzył Carinę z drugoligową Stalą Stalowa Wola[66], którą pokonał 1:0 po bramce Wiktora Nahrebeckiego[67]. Rozgrywki centralne Pucharu Polski klub z Gubina zakończył na 1/8 finału, przegrywając 2:5 z Piastem Gliwice. Obie bramki dla trzecioligowca zdobył Denis Matuszewski[34].

## Derby Carina–Tęcza
Od roku 1946, dużą popularnością cieszą się lokalne derby pomiędzy zespołami z Gubina i Krosna Odrzańskiego. W przeciwieństwie do wielu spotkań derbowych, mecze te zawsze odbywają się w przyjaznej atmosferze. Pierwszy znany rezultat protoplastów Cariny i Tęczy, to pojedynek Spójni Krosno Odrzańskie ze Spójnią Gubin. Towarzyski mecz rozegrany w marcu 1952 r. w Gubinie zakończył się wygraną gospodarzy 3:1. Wcześniej, zespoły z obu miast zmierzyły się w rozegranym w Krośnie Odrzańskim pojedynku o Puchar Wojewódzkiego Komitetu Kultury Fizycznej [WKKF] (listopad 1951 r.). Miejscowa „resortowa” Gwardia pokonała Spójnię 2:1 (2:0). Derby gubińsko (Sparta) – krośnieńskie (Gwardia) odbywały się także w sezonach 1955 i 1956 w Klasie A. W dniu 27 marca 1955 r. Sparta Gubin pokonała Gwardię 2:1, a rewanż zakończył się remisem 2:2 (31 lipca). W kolejnym sezonie i meczu rozegranym 20 maja 1956 r. w Gubinie gospodarze pokonali gwardzistów 5:4. W rewanżowym pojedynku krośnianie wygrali ze „spartanami” 5:1. Cztery lata później w lidze okręgowej mierzyły się – Odra Krosno Odrzańskie (kontynuatorka tradycji Gwardii) i Polonia Gubin. W pierwszym spotkaniu, rozegranym 15 maja 1960 r. Polonia pokonała Odrę 3:0. Drugie spotkanie, rozegrane w Krośnie Odrzańskim zakończyło się wygraną gości 4:2.
Historia meczów zespołów Cariny Gubin i Tęczy Krosno Odrzańskie:
| L.p. | Data                 | Mecz                    | Zwycięzca  | Liga          | Wynik |
| ---- | -------------------- | ----------------------- | ---------- | ------------- | ----- |
| 1.   | wiosna 1954          | Spójnia G. – Spójnia K. | b.d.       | Klasa B       | b.d.  |
| 2.   | jesień 1954          | Spójnia K. – Spójnia G. | b.d.       | Klasa B       | b.d.  |
| 3.   | 20 listopada 1960    | Polonia – Wiarus        | Wiarus     | liga okręgowa | 1:5   |
| 4.   | 8 czerwca 1961       | Wiarus – Polonia        | Wiarus     | liga okręgowa | 3:1   |
| 5.   | 27 sierpnia 1961     | Polonia – Wiarus        | –          | liga okręgowa | 1:1   |
| 6.   | 27 maja 1962         | Wiarus – Polonia        | –          | liga okręgowa | 3:3   |
| 7.   | 25 sierpnia 1963     | Wiarus – Gubinianka     | Gubinianka | liga okręgowa | 0:1   |
| 8.   | 24 maja 1964         | Gubinianka – Wiarus     | –          | liga okręgowa | 0:0   |
| 9.   | 13 września 1964     | Gubinianka – Wiarus     | Gubinianka | liga okręgowa | 1:0   |
| 10.  | 25 kwietnia 1965     | Wiarus – Gubinianka     | Gubinianka | liga okręgowa | 0:5   |
| 11.  | 5 września 1965      | Gubinianka – Wiarus     | –          | liga okręgowa | 0:0   |
| 12.  | 27 marca 1966        | Wiarus – Gubinianka     | –          | liga okręgowa | 0:0   |
| 13.  | 21 sierpnia 1966     | Wiarus – Gubinianka     | Wiarus     | liga okręgowa | 3:1   |
| 14.  | 16 kwietnia 1967     | Granica – Tęcza         | Tęcza      | liga okręgowa | 1:2   |
| 15.  | 1 października 1967  | Tęcza – Granica         | Tęcza      | liga okręgowa | 3:1   |
| 16.  | 19 maja 1968         | Granica – Tęcza         | –          | liga okręgowa | 0:0   |
| 17.  | 29 września 1968     | Granica – Tęcza         | Tęcza      | liga okręgowa | 3:4   |
| 18.  | 11 maja 1969         | Tęcza – Granica         | –          | liga okręgowa | 0:0   |
| 19.  | 28 września 1969     | Tęcza – Granica         | Granica    | liga okręgowa | 0:2   |
| 20.  | 19 kwietnia 1970     | Granica – Tęcza         | Granica    | liga okręgowa | 2:0   |
| 21.  | 5 listopada 1972     | Granica – Tęcza         | –          | liga okręgowa | 1:1   |
| 22.  | 10 czerwca 1973      | Tęcza – Granica         | Tęcza      | liga okręgowa | 4:0   |
| 23.  | 30 września 1973     | Granica – Tęcza         | Tęcza      | liga okręgowa | 3:5   |
| 24.  | 5 maja 1974          | Tęcza – Granica         | Tęcza      | liga okręgowa | 1:0   |
| 25.  | 4 września 1976      | Carina – Tęcza          | Tęcza      | Klasa A       | 1:3   |
| 26.  | 2 kwietnia 1977      | Tęcza – Carina          | Carina     | Klasa A       | 0:1   |
| 27.  | 20 sierpnia 1977     | Carina – Tęcza          | –          | Klasa A       | 1:1   |
| 28.  | 1 kwietnia 1978      | Tęcza – Carina          | –          | Klasa A       | 1:1   |
| 29.  | 12 listopada 1978    | Nadodrze – Carina       | Carina     | Klasa A       | 1:2   |
| 30.  | 17 czerwca 1979      | Carina – Nadodrze       | Carina     | Klasa A       | 4:2   |
| 31.  | 11 października 1979 | Nadodrze – Carina       | Nadodrze   | Klasa A       | 2:1   |
| 32.  | 18 maja 1980         | Carina – Nadodrze       | Nadodrze   | Klasa A       | 1:2   |
| 33.  | 21 września 1980     | Carina – Nadodrze       | Carina     | Klasa A       | 1:0   |
| 34.  | 3 maja 1981          | Nadodrze – Carina       | Carina     | Klasa A       | 1:4   |
| 35.  | 13 września 1981     | Carina – Nadodrze       | Carina     | Klasa A       | 4:0   |
| 36.  | 10 maja 1982         | Nadodrze – Carina       | Carina     | Klasa A       | 1:3   |
| 37.  | 3 listopada 2001     | Tęcza – Carina          | Tęcza      | IV liga       | 2:1   |
| 38.  | 2 czerwca 2002       | Carina – Tęcza          | Tęcza      | IV liga       | 1:2   |
| 39.  | 4 października 2003  | Tęcza – Carina          | –          | liga okręgowa | 1:1   |
| 40.  | 15 maja 2004         | Carina – Tęcza          | Carina     | liga okręgowa | 1:0   |
| 41.  | 30 września 2006     | Carina – Tęcza          | Tęcza      | IV liga       | 1:3   |
| 42.  | 5 maja 2007          | Tęcza – Carina          | Tęcza      | IV liga       | 2:0   |
| 43.  | 25 sierpnia 2010     | Tęcza – Carina          | Carina     | IV liga       | 0:2   |
| 44.  | 26 marca 2011        | Carina – Tęcza          | Tęcza      | IV liga       | 1:2   |
| 45.  | 31 sierpnia 2013     | Tęcza – Carina          | Tęcza      | liga okręgowa | 4:2   |
| 46.  | 21 maja 2014         | Carina – Tęcza          | Tęcza      | liga okręgowa | 0:4   |
| 47.  | 4 października 2014  | Tęcza – Carina          | Tęcza      | liga okręgowa | 2:1   |
| 48.  | 10 maja 2015         | Carina – Tęcza          | Carina     | liga okręgowa | 2:0   |
| 49.  | 19 listopada 2016    | Carina – Tęcza          | Tęcza      | liga okręgowa | 1:2   |
| 50.  | 17 czerwca 2017      | Tęcza – Carina          | Carina     | liga okręgowa | 1:3   |
| 51.  | 10 listopada 2018    | Carina – Tęcza          | Tęcza      | IV liga       | 1:2   |
| 52.  | 15 czerwca 2019      | Tęcza – Carina          | Carina     | IV liga       | 0:1   |
| 53.  | 18 sierpnia 2019     | Tęcza – Carina          | Carina     | IV liga       | 0:3   |
| –    | 28 marca 2020        | Carina – Tęcza /uwaga/  | –          | IV liga       | –     |
| 54.  | 7 listopada 2020     | Tęcza – Carina          | Carina     | IV liga       | 1:5   |
| 55.  | 5 czerwca 2021       | Carina – Tęcza          | –          | IV liga       | 1:1   |

- Bilans meczów Carina Gubin–Tęcza Krosno Odrzańskie: 19 wygranych Cariny – 12 remisów – 22 wygrane Tęczy.
- Bilans bramek: 79:78
- Najwyższa wygrana Cariny w derbach: 5:0 /1965/
- Najwyższa porażka Cariny w derbach: 1:5 /1960/
- Ogółem 55 meczów /dwa pierwsze rezultaty jeszcze nie ustalone/
- Carina wygrała dotychczas wszystkie "jubileuszowe" pojedynki: 10, 20, 30, 40 i 50.
- /uwaga/ Wiosną 2020 r. z uwagi na panujący w Polsce stan epidemii koronawirusa, nie rozegrano spotkania rewanżowego.

## Etymologia nazwy i logotyp
- Nazwa, którą Zakładowy Klub Sportowy zapożyczył od Lubuskich Zakładów Przemysłu Skórzanego „Carina” została prawdopodobnie wymyślona przez artystów plastyków ze Związku Plastyków Polskich w Warszawie. W 1973 r. zakład zlecił przygotowanie logotypu przedsiębiorstwa oraz propozycję nazwy. Warszawscy artyści zaproponowali logotyp oraz nazwę „Carina”. Prawdopodobnym uzasadnieniem było zapożyczone z włoskiego słowo „carina”, oznaczającego ładna. Miało to sugerować, że obuwie produkowane w gubińskich zakładach właśnie takie będzie[73].
- Klub w trakcie swojego istnienia wielokrotnie zmieniał zarówno swoją nazwę, jak również logotyp. Podobnie było w przypadku innych stowarzyszeń sportowych. Przez pewien czas klub używał logo, które zostało skopiowane z symbolu brazylijskiego klubu piłkarskiego Santos FC[74].